# Hoplochaetina spirilla
Hoplochaetina spirilla är en ringmaskart som beskrevs av Lee 1959. Hoplochaetina spirilla ingår i släktet Hoplochaetina och familjen Acanthodrilidae. Inga underarter finns listade i Catalogue of Life.